# Georgia Brookes
Georgia Brooks-Canning (apellido de soltera: Brooks) es un personaje ficticio de la serie de televisión australiana Neighbours, interpretada por la actriz Saskia Hampele del 5 de octubre de 2012, hasta el 27 de mayo de 2015. Saskia regresó a la serie brevemente en agosto del 2015. Saskia regresó brevemente en abril del 2016 y se fue nuevamente el 8 de abril del mismo año.

## Biografía
Georgia llega por primera vez a la calle Ramsay en octubre del 2012, inmediatamente va al "Sonya's Nursery" para escoger unas flores, al inicio no sabe que tipo de flores llevar por lo que Sonya Mitchell la ayuda, poco después va a "Harold's Store" para escoger un pastel para llevar y se muestra indecisa acerca de cual llevar hasta que Ajay Kapoor la ayuda a escoger. 
Georgia va a visitar a su primo quien resulta ser Toadie Rebecchi, quien le da la bienvenida y resulta que las flores eran para Sonya y el pastel para Toadie, cuando Georgia le da las gracias a su primo, este le pregunta porqué y Georgia le dice que su madre le dijo que podía mudarse con él y su familia ahora que comenzaba a trabajar en el hospital de Erinsborough, aunque al inicio Sonya no está de acuerdo finalmente acepta.
Durante su primer día de trabajo en el hospital Georgia se muestra emocionada sin embargo luego de tener un mal comienzo con el doctor Rhys Lawson se desanima, poco después le compra un café a Rhys para comenzar de nuevo. 
Inmediatamente después de su llegada Georgia se hace amiga de Kate Ramsay quien la invita a salir al bar local. Aunque al inicio Sonya no está segura sobre Georgia poco después se hacen amigas cuando la apoya luego de que Sonya revelara que quería un nacimiento en casa, poco después la ayuda a organizar el baby shower. 
Más tarde a principios del 2014 Georgia descubre que está esperando un bebé con Kyle, pero lamentablemente pierde al bebé y comienza a alejar a Kyle y la pareja termina, pero más tarde regresan cuando Georgia decide darle una segunda oportunidad a Kyle después de la muerte de Kate al darse cuenta de que la vida era muy corta. A finales de julio del mismo año Kyle por segunda vez le propone matrimonio a Georgia y ella acepta. 
El 27 de mayo de 2015 Georgia decide mudarse a Munich, Alemania luego de encontrar un especialista que trata el cáncer luego de que su madre Rhonda le dijera que había recaído.
Georgia regresó nuevamente a Erinsborough en abril del 2016 para decirle a Kyle que quería regresar con él, la pareja se fue el 8 de abril del mismo año y se mudaron a Alemania, lugar donde Georgia había obtenido un trabajo. 